# Parandra lanyuana
Parandra lanyuana är en skalbaggsart som beskrevs av Hayashi 1981. Parandra lanyuana ingår i släktet Parandra och familjen långhorningar.
Artens utbredningsområde är Taiwan. Inga underarter finns listade i Catalogue of Life.